# Henning Siemens
Henning Siemens (* 2. Juni 1974 in Stadtlohn) ist ein ehemaliger deutscher Handballspieler. 
Siemens, der mit der Rückennummer 3 auflief, spielte als Linkshänder meist auf Rückraum rechts. In der Jugend begann Siemens in seiner Heimatstadt beim TV Vreden. Danach wechselte er zum TV Emsdetten. Zwei Jahre später ging er zur HSG Düsseldorf und 1997 nahm ihn der THW Kiel unter Vertrag. Nach zwei Jahren wechselte er zum Liga-Konkurrenten TV Großwallstadt. Dort spielte er insgesamt fünf Jahre. Anschließend wechselte er zum Zweitligisten TUSPO Obernburg, wo er nach einem Jahr seine Karriere 2005 beendete. 2009 lief er nochmals für die zweite Mannschaft vom TV Großwallstadt auf.
In seiner Zeit als Bundesligaspieler erzielte er in insgesamt 250 Bundesligaspielen 504 Tore, davon 2 per Siebenmeter. Für die Nationalmannschaft bestritt Siemens 34 Länderspiele, in denen er 48 Tore erzielte.

## Erfolge
- Deutscher Meister 1998 und 1999
- DHB-Pokal 1998 und 1999
- EHF-Pokal 1998
- 3. Platz bei der EM 1998